# Fouilloy, Oise
Fouilloy är en kommun i departementet Oise i regionen Hauts-de-France i norra Frankrike. Kommunen ligger i kantonen Formerie som tillhör arrondissementet Beauvais. År 2022 hade Fouilloy 217 invånare.

## Befolkningsutveckling
Antalet invånare i kommunen Fouilloy
| Referens: INSEE |